# Londa
Londa – miejscowość i gmina we Włoszech, w regionie Toskania, w prowincji Florencja.
Według danych na rok 2004 gminę zamieszkuje 1670 osób, 28,3 os./km².
Od dnia 21 kwietnia 2008 miastem partnerskim Londy są Brzeszcze.